# Kim Dong-in
Kim Dong-in (ur. 2 października 1900 w Pjongjangu, zm. 5 stycznia 1951 w Seulu) – koreański, a następnie południowokoreański pisarz, poeta i literaturoznawca.

## Życiorys
Urodzony w 1900 roku w Pjongjangu (wówczas stolica prowincji Pyongan, obecnie stolica Korei Północnej). Syn protestanta, zamożnego posiadacza ziemskiego. Jego starszy brat, Kim Dong-won, został działaczem niepodległościowym i politykiem.
Kim Dong-in był prekursorem realizmu i naturalizmu we współczesnej literaturze koreańskiej. Podobnie jak wielu współczesnych mu intelektualistów koreańskich edukację obrał w Japonii, gdzie uczęszczał do Akademii Meiji w Tokio, a następnie do szkoły sztuk pięknych Kawabata Kim porzucił jednak naukę w szkole Kawabata, gdy stwierdził, że zamierza zostać pisarzem, a nie artystą. W 1919 roku w czasie pobytu w Japonii zaangażował się w działalność ruchu promującego literaturę jako "sztukę dla sztuki" i jednocześnie z innymi koreańskimi intelektualistami założył czasopismo Changjo (Twórczość). W tekstach dla czasopisma głosili oni potrzebę odejścia od tzw. literatury dydaktycznej, promowanej przez pisarza I Kwang-su. Na łamach czasopisma opublikowano pisarski debiut Kim Dong-ina, opowiadanie Yakhanjaeui seulpeum (kor. 약한자의 슬픔, Smutek słabeusza). W roku 1925 Kim opublikował jedną z najbardziej znanych swoich prac, powieść Kamja (kor. 감자, Ziemniaki), która stanowi estetyczny przełom w koreańskiej literaturze realistycznej. Historia kobiety, która z powodu trudności ekonomicznych zaczyna się prostytuować, ze względu na swą dosłowność oraz zdecydowane odrzucenie tradycyjnej moralności stanowi wpisuje się w ideologiczny spór Dong-ina z lansowaną przez I Kwang-su wizją literatury dydaktycznej.
Dzięki zamożnemu ojcu, Kim Dong-in prowadził dość ekstrawaganckie życie aż do 1930, gdy jego sytuacja finansowa uległa znaczącemu pogorszeniu, co doprowadziło go do depresji i uzależnienia od narkotyków. Wtedy także Kim stał się purystą językowym i w kwestii realizmu literackiego. Zaczął jednak pisywać w popularnych periodykach, które niegdyś krytykował. Stworzył także serię powieści historycznych.
W roku 1934 opublikował pierwsze pogłębione studium twórczości pisarza i swojego ideologicznego przeciwnika, I Kwang-su, opublikowane pod tytułem Chunwon yeongu (kor. 춘원 연구, Studia nad Chunwonem. W roku 1935 założył zaś miesięcznik literacki Yadam (kor. 야담).
W roku 1939 pozbawiony pieniędzy i podupadły na zdrowiu Kim wraz z innymi twórcami wybrał się w podróż do Mandżurii, sfinansowaną przez japońską armię cesarską. Fakt ten wskazuje się za dowód na kolaborację Kima z japońskimi władzami okupacyjnymi w Korei i stanowi rysę na jego biografii, wielokrotnie podnoszoną przez literaturoznawców zajmujących się jego życiorysem. W 1942 roku Kim Dong-in został jednak aresztowany przez Japończyków pod zarzutem obrazy majestatu cesarza.
W 1946 Kim otwarcie sprzeciwiał się powstaniu Pankoreańskiego Związku Pisarzy, zrzeszającego twórców promujących literaturę proletariacką.
W ostatnich latach przed śmiercią Kim Dong-in napisał kilka istotnych dla całokształtu jego twórczości opowiadań, między innymi Ban-yeogja (kor. 반역자, Zdrajca, 1946), i Manggugingi (kor. 망국인기, Człowiek bez narodu, 1947).
By uczcić pamięć pisarza, cztery lata po śmierci Kim Dong-ina koreańskie czasopismo literackie Sasanggye (kor. 사상계, Świat Idei) ustanowiło nagrodę jego imienia w celu promowania twórczości utalentowanych literatów z Korei Południowej. Nagroda przyznawana jest do dziś, aktualnie przez literacką redakcję dziennika Chosun Ilbo.

## Twórczość literacka (wybór)
Powieści historyczne:
- 젊은 그들 Jeolmeun geudeul (Młodzi ludzie, 1930-1931)
- 운형궁의 봄 Unhyeongungui bom (Wiosna w Pałacu Unhyeong, 1933)
- 왕부의 낙조 Wangbuui nakjo (Upadek dynastii, 1935)
- 대수양 Dae Suyang (Wielki Książę Suyang, 1941)

Zbiory prac:
- 목숨 Moksum (Życie, 1924)
- 김동인 단편집 Kim Dong-in danpyeonjip (Krótkie opowiadania Kim Dong-ina, 1939)

Przekłady

### Na język polski
- Bataty. Nowele, przekł. Anna Diniejko-Wąs, Warszawa 2021[3].

### Na język angielski
- The Rock und The Post Horse in Meetings and Farewells: Modern Korean Stories (1980)
- Sweet Potato: Collected Short Stories (2017)

### Na język niemiecki
- Die Zehen sind ähnlich (1986)